# توبي سافين
توبي سافين (بالإنجليزية: Toby Savin)‏ هو لاعب كرة قدم بريطاني في مركز حراسة المرمى، ولد في 26 مايو 2000 في إنجلترا في المملكة المتحدة. لعب مع نادي أكرينغتون ستانلي.